# Martina Schindlerová
Martina Schindlerová (ur. 29 czerwca 1988 w Bratysławie) – słowacka piosenkarka.
Swoją karierę rozwinęła po zajęciu drugiego miejsca w konkursie muzycznym Slovensko hľadá SuperStar.
Swój pierwszy album Patríme k sebe nagrała w Belgii z producentem Stanem Šimorem. Album osiągnął status platynowej płyty za sprzedaż 10 tys. nośników muzycznych. W 2008 roku wydała swój drugi album pt. Čo sa to tu deje, przy którym współpracowali producent Oskar Rózsa i tekściarz Peter Kollár.
Ukończyła prawo na Uniwersytecie Paneuropejskim w Bratysławie.

## Dyskografia
- Patríme k sebe (Sony BMG, 9.11.2005)
- Čo sa to tu deje (SCHINDLER Slovakia, 5.5.2008)